# Maria Chudnovsky
Maria Chudnovsky (6 de janeiro de 1977) é uma matemática estadunidense de origem israelense nascida na Rússia.
Foi palestrante convidada do Congresso Internacional de Matemáticos em Seul (2014: Coloring graphs with forbidden induced subgraphs).

## Publicações selecionadas
- Chudnovsky, Maria; Cornuéjols, Gérard; Liu, Xinming; Seymour, Paul; Vušković, Kristina (2005), «Recognizing Berge graphs», Combinatorica, 25 (2): 143–186, MR 2127609, doi:10.1007/s00493-005-0012-8.
- Chudnovsky, Maria; Seymour, Paul (2005), «The structure of claw-free graphs», Surveys in Combinatorics 2005, London Mathematical Society Lecture Note Series, 327, Cambridge: Cambridge Univ. Press, pp. 153–171, MR 2187738, doi:10.1017/CBO9780511734885.008.
- Chudnovsky, Maria; Robertson, Neil; Seymour, Paul; Thomas, Robin (2006), «The strong perfect graph theorem», Annals of Mathematics, 164 (1): 51–229, doi:10.4007/annals.2006.164.51